# Zivilökonomie
Zivilökonomie ist eine Theorie der freien Marktwirtschaft, die auf Reziprozität, Brüderlichkeit, Generativität und intergenerationeller Solidarität basiert.

## Geschichte der Zivilökonomie
Sie geht zurück auf die philosophische Tradition des Humanismus von Aristoteles, Cicero, Thomas von Aquin und der franziskanischen Schule zum Beispiel von Petrus Johannis Olivi. Ihren Höhepunkt erreichte sie in der Aufklärung, vor allem in Neapel, mit Antonio Genovesi, einem Schüler von Giambattista Vico. Genovesi war 1754 Inhaber des ersten Lehrstuhls für Ökonomie in Europa.
Er entwarf seine Lezioni di economia civile 1765 fast gleichzeitig mit den Prinzipien der Politischen Ökonomie von Adam Smith und David Hume.
Die Zivilökonomie erfährt heute neuen Zuspruch und wird weiter entwickelt u. a. durch Luigino Bruni und Stefano Zamagni.

## Theorie der Zivilökonomie
Es besteht ein feiner Unterschied zwischen der Theorie von Genovesi und der von Adam Smith: für die Zivilökonomie ist die Beziehung zwischen den Subjekten relevant und konstitutiv für den Markt. Die Ökonomie ist zivil, der Markt realisiert gemeinsames Leben, indem die Menschen teilen, sich gegenseitigen Beistand leisten und zum Gemeingut des Vertrauens beitragen.
In der Zivilökonomie untersteht der Markt der Gesellschaft und der Gegenseitigkeit, in der Annahme, dass es andere Prinzipien gibt als Profit und instrumentellen Tauschhandel: Ziviltugenden und öffentliches Glück.
Sie legt Wert auf drei regulatorische Prinzipien des sozialen Systems:
1. Prinzip der Gleichwertigkeit zwischen einem Produkt und seinem Preis (gerechter Preis)
2. Prinzip der Umverteilung des Reichtums unter allen Subjekten der Gemeinschaft (auch Kinder und Alten, die nicht arbeiten können)
3. Prinzip der Reziprozität. Dieses grundlegende Prinzip der Zivilkökonomie zeichnet sich durch das Vorhandensein von drei Subjekten (triadische Struktur) aus, von denen eines (homo reciprocans) eine Handlung gegen ein anderes ausführt, nicht als „Anspruch“ auf die Belohnung der Handlung selbst, sondern in einer Erwartung an einen Dritten.[2]

Die Zivilökonomie führt Beziehungsgüter ein, die dem Subjekt nicht unmittelbar und direkt nützen, sondern nur mit anderen Subjekten zusammen. Ein Beziehungsgut setzt die Kenntnis der Identität des Anderen und eine Investition in die Zeit voraus. Gerade die Produktion der Beziehungsgüter darf nicht den Gesetzen des Markts überlassen werden: die privaten Güter können effizient sein, die Beziehungsgüter müssen darüber hinaus wirksam sein. Aber obwohl diese Güter ähnlich ausschauen wie staatliche Güter, können sie nicht wie diese produziert werden.
Deshalb brauchen unsere Gesellschaften Zivilunternehmen, die zu Beziehungsfähigkeit stehen, und eine Vision der sozialen Ordnung, wo die Nachfrage sich vom Angebot befreit. Damit wird die Nachfrage das Angebot dirigieren, und der Konsum steigt zu einem Kulturprodukt, dessen Besitz ein Sein verursacht.
Die objektive Funktion der Zivilunternehmen beabsichtigt so viele soziale Externalitäten zu produzieren wie möglich, weil diese maßgeblich zum Sozialkapital beitragen.

## Bibliographie
- Antonio Genovesi, Grundsätze der Bürgerlichen Ökonomie. Übersetzung Leipzig 1776 von August Witzmann, im Internet zugänglich unter: play.google.com, abgerufen am 9. November 2020
- Antonio Genovesi, Lezioni di commercio o sia di economia civile, Hrsg. M.L. Perna, 2005. Antonio Genovesi, Grundsätze der Bürgerlichen Ökonomie: Nach der neuesten und verbesserten Ausgabe aus dem italienischen, Erster Teil – Primary Source Edition, 2014.
- Ludovico Antonio Muratori, Della pubblica felicità, Modena, 1749: books.google.de, abgerufen am 9. November 2020
- Karl Polanyi, Ökonomie und Gesellschaft, Dt. von Heinrich Jelinek. Suhrkamp Taschenbuch Wissenschaft stw 295, Frankfurt 1979, ISBN 3-518-27895-9 & ISBN 3-518-07895-X.
- Hannes Koch, Wie Bürger den Turbokapitalismus bändigen, Spiegel Wirtschaft, 13. Oktober 2009, 13.37 Uhr, , abgerufen am 15. Dezember 2020
- Luigino Bruni, Stefano Zamagni, Zivilökonomie. Effizienz, Gerechtigkeit, Gemeinwohl, Hrsg. Peter Schallenberg, Schöningh Verlag, Paderborn, 2013, ISBN 3-506-77319-4.
- Gerhard Wegner, Eine Zivile Ökonomie – Soziale Marktwirtschaft der Zukunft, Hoffnungen und Erwartungen aus evangelischer Sicht, Online-Texte der Evangelischen Akademie Bad Boll, PDF, abgerufen am 9. November 2020
- Becchetti Leonardo (Hrsg.), (2017), Le città del ben-vivere. Il manifesto programmatico dell'economia civile per le amministrazioni locali, Ecra.
- Leonardo Becchetti, Luigino Bruni, Stefano Zamagni, Taccuino di Economia Civile, Ecra, Roma, 2014, ISBN 978-88-6558-096-7
- Massimo Cermelli, Manual de economia civil, Bilbao, 2020, S. 600, ISBN 978-84-330-3094-8
- Dario Ciccarelli, Antonio Genovesi and Civil Economy: a vision focused on public happiness., Online-Text von Europolis e. V., , abgerufen am 28. Januar 2021
- Arnd Küppers,  Zivilökonomie Version 08.06.2022, 09:10 Uhr, in: Staatslexikon, Online-Text von Europolis e. V. , (abgerufen am 21.10 2022)

## Weiterführende Begriffe
- Microkredit
- Solidarische Wirtschaft
- Ökonomische Nachhaltigkeit
- Umweltökonomie
- Nachhaltige Entwicklung
- Jacques Attali
- Gemeinwohl-Ökonomie
- Soziale Marktwirtschaft
- Solidarische Ökonomie